# Raphaela Sulzbacher
Raphaela Sulzbacher (* 1991) ist eine österreichische Biathletin und Skilangläuferin.
Raphaela Sulzbacher startet für den WSC Bad Mitterndorf. Sie erreichte ihren bislang größten sportlichen Erfolg auf nationaler Ebene, als sie bei den Österreichischen Meisterschaften 2012 überraschend vor Ulla Waldhuber und Anna Hufnagl den Titel im Massenstartrennen gewann.